# Osuga Valles
Osuga Valles ist ein Ausflusstal, das in einer Chaosregion am Rand von Eos Chaos entspringt. Es ist 164 km lang und wurde nach einem Fluss in Russland benannt.